# Nicolás Torres
Nicolás Exequiel Torres (* 9. September 1997 in La Rioja) ist ein argentinischer Radrennfahrer, der im BMX-Rennsport aktiv ist.

## Sportlicher Werdegang
Als Junior nahm Torres für Argentinien an den Olympischen Jugendspielen in Nanjing teil, wo er den zweiten Platz im BMX-Zeitfahren belegte; im Teamwettbewerb wurde Argentinien Siebter. Im gleichen Jahr gewann Torres die Panamerika-Meisterschaften der Junioren. 2015 war er Südamerika-Meister und am folgenden Tag Dritter der Panamerika-Meisterschaften. Im belgischen Heusden-Zolder schließlich wurde er Junioren-Weltmeister, auf einem geliehenen Fahrrad.
In den Jahren darauf war er mehrfach argentinischer Meister und regelmäßig bei Panamerika-Meisterschaften erfolgreich; 2017 trug er dort den Sieg davon. Ebenfalls 2017 gelang ihm ein Sieg im BMX-Weltcup, dem 2021 und 2023 noch zwei Podiumsplatzierungen folgten. Seine beste Platzierung in der Weltcup-Gesamtwertung war der vierte Platz 2016.
2021 nahm er am olympischen BMX-Rennen teil, schied im Halbfinale knapp aus und erzielte in der Gesamtwertung den neunten Rang. 2022 gewann er die Goldmedaille im BMX-Rennen der Südamerikaspiele. 2023 wurde er Zweiter der nationalen Meisterschaften und stand bei den Weltmeisterschaften 2023 erstmals im Finale, in dem er den achten Platz belegte.

## Erfolge
2014
 Panamerika-Meister (Junioren)
2015
 Weltmeister (Junioren)
 Argentinischer Meister (Junioren)
 Südamerika-Meister (Junioren)
 Panamerika-Meisterschaften (Junioren)
2016
 Argentinischer Meister
2017
 Panamerika-Meister
 Argentinischer Meister
ein Weltcup-Sieg
2018
 Panamerika-Meisterschaften
2019
 Argentinischer Meister
2021
 Argentinischer Meister
 Panamerika-Meisterschaften
2022
 Südamerikaspiele
 Panamerika-Meisterschaften